# Coordinadora de las Organizaciones Indígenas de la Cuenca Amazónica
Die COICA (Coordinadora de las Organizaciones Indígenas de la Cuenca Amazónica)
ist eine Organisation, die die Interessen der indigenen Amazonasvölker vertritt. Sie wurde am 14. März 1984 gegründet, um die Arbeit der nationalen Indigenenorganisationen zu integrieren und zu koordinieren sowie die Selbstbestimmungsrechte und territoriale Rechte der indigenen Völker in nationalen und internationalen Instanzen zu verteidigen.
Die Mitgliedsorganisationen in den einzelnen Amazonas-Anrainerstaaten sind:
- Ecuador: CONFENIAE (Confederación de Nacionalidades Indígenas de la Amazonía Ecuatoriana)
- Peru: AIDESEP (Asociación Interétnica de Desarrollo de la Selva Peruana)
- Venezuela: CONIVE (Consejo Nacional Indio de Venezuela)
- Guayana: APA (Amerindian People´s Association of Guyana)
- Kolumbien: OPIAC (Organización de los Pueblos Indígenas de la Amazonía Colombiana)
- Brasilien: COIAB (Coordenacão das Organizações Indígenas da Amazônia Brasileira)
- Suriname: OIS (Organisatie van Inheemsen in Suriname)
- Bolivien: CIDOB (Confederación de los Pueblos Indígenas de Bolivia)
- Französisch-Guayana: FOAG (Fédération des Organisations Amérindiennes de Guyane)